# Cha Tae-sung
Dans ce nom coréen, le nom de famille, Cha, précède le nom personnel.
Cha Tae-sung (coréen : 차태성) (né le 8 octobre 1934 à Pyongyang en Corée) est un footballeur international sud-coréen, qui évoluait au poste de défenseur.

## Biographie

### Carrière en sélection
Avec l'équipe de Corée du Sud, il figure notamment dans le groupe des sélectionnés lors des coupes d'Asie des nations de 1956 et de 1960.
Il participe également aux JO de 1964.

## Palmarès
Corée du Sud
- Coupe d'Asie des nations (2) :
  - Vainqueur : 1956 et 1960.